# LiteraVision – Fernsehpreis der Landeshauptstadt München

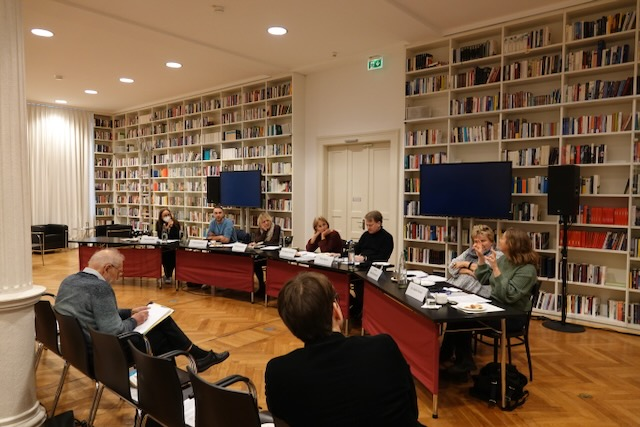
Jury der LiteraVision 2022 v.l.: Dagmar Knöpfel, Pierre Jarawan, Antje Kunstmann, Dagmar Leupold, Thilo Wydra, Beatrix Burkhardt, Katrin Sorko

Der Preis LiteraVision der Landeshauptstadt München wird seit 1991 (seit 2008 biennal) für beispielhafte Fernsehsendungen über Bücher und Autoren verliehen. Die Idee für dieses Format geht auf die Münchner Fernsehkritikerin und Autorin Anne Rose Katz zurück.
Der Preis wird im gesamten deutschsprachigen Raum ausgeschrieben, in den Kategorien Kurz- und Langfilm vergeben und ist mit jeweils 8000 Euro dotiert.
Eine vom Münchner Stadtrat eingesetzte Fachjury ist als Vorjury eingesetzt, die aus den Einsendungen eine engere Wahl trifft. In einer zweitägigen öffentlichen Jurysitzung (mit Fachjury und Kommissionsmitgliedern des Stadtrats) werden die ausgewählten Filme gezeigt und diskutiert und die Preisträger gewählt. Die Preisverleihung findet im Anschluss an die Jurysitzung statt.
Die Literavision ist einmalig in der deutschen Medienlandschaft und in den über 30 Jahren ihres Bestehens strukturell unverändert geblieben. Die Jurydiskussion in Anwesenheit von Filmemachern und Publikum dient der Transparenz der Preisermittlung und soll auch Orientierung über das breite Spektrum bieten, wie heute Filme über Literaturneuerscheinungen oder Autoren aussehen können. Ursprünglich war die Literavision an das Internationale Dokumentarfilmfestival München angegliedert. Seit 2014 findet sie jedoch in Kooperation mit dem Münchner Literaturfest statt. Der Blick auf die Entwicklung der Literavision zeigt, dass die Zahl der Einreichungen, speziell der Langfilmbeiträge, abgenommen haben, was bereits 2016 beobachtet und darauf zurückgeführt wurde, dass die Fernsehanstalten von Jahr zu Jahr weniger Geld für gebaute Filmbeiträge ausgeben und auch Sendeplätze weggefallen sind.

## Preisträger
2022
- Susanne Ayoub: Antschel – Filmessay über Paul Celan zu seinem 100. Geburtstag, (Autorenporträt, ORF)[4]
- Laura Beck: Markus Ostermair: „Der Sandler“ (Magazinbeitrag, BR)

2020
- Eva Menasse: „Ich habe kein Talent zum Hassen“. Eva Menasse im Gespräch mit Robert Schindel, (ZDF/3sat)[5]
- Cornelius Janzen: Adorno Reloaded. Aspekte des neuen Rechtsradikalismus, (ZDF/3sat)[6]

2018
- Volker Koepp: Wiederkehr. Reisen zu Johannes Bobrowski[7]
- Nico Weber: Der Dichter Oswald Egger (Magazinbeitrag)

2016
- Anita Hugi: Undine Gruenter – Das Projekt der Liebe, (SRF)
- Benjamin Unger: Peter Wawerzinek: „Der Schluckspecht“, (NDR)[8]

2014
- Dominik Graf: Lawinen der Erinnerung. Ein Film über Oliver Storz, (SWR/ARTE/WDR)
- Hans-Michael Marten: David Wagners Roman „Leben“, (Magazinbeitrag, MDR)

2012
- Arpad Bondy: Eugen Ruge – Eine Familiengeschichte wird zum Bestseller, (ARTE/rbb)
- Yasemin Ergin:  Marina Lewycka – „Das Leben kleben“ (Magazinbeitrag, NDR)

2010
- Rolf Bergmann: Der Freund und der Fremde: Eine Annäherung an Benno Ohnesorg, (rbb)
- Gabriele Denecke: Rayk Wielands autobiografische Erzählung „Ich schlage vor, dass wir uns küssen“ (Magazinbeitrag, rbb)

2008
- Frank Wierke: Michael Hamburger – Ein englischer Dichter aus Deutschland, (ZDF/3sat)
- Lutz Pehnert: Der DDR-Schriftsteller Werner Bräunig, (Magazinbeitrag, rbb)

2007
- Joachim Lang: Brecht – Die Kunst zu leben, (Autorenporträt, SWR)
- Gabriela Hermer und Carsten Hueck:  Traumreise ins All. Die unglaublichen Alltagsnotizen des Peter Ginz,  (Magazinbeitrag, HR)
- Lobende Erwähnung: Nico Weber und Sabrina Dittus: Indien schreibt im Plural, (Magazinbeitrag, ARTE/ZDF) und Christoph Rüter: „Rohstoff“ über den Schriftsteller Jörg Fauser

2006
- Simone Reuter: Deutsche Lebensläufe: Hannah Arendt – Eine Jüdin aus Deutschland (Autorenporträt, SWR)
- Thomas Rautenberg: Frankfurter Grün. Oder: Wie einer loszog und lernte, die Pflanzen zu lieben, (Magazinbeitrag, HR)

2005
- Ludwig Peter Leippe: Walter Kempowskis „Echolot“, (Autorenporträt, ZDF)
- Julia Benkert: Agenda 3000, (Magazinbeitrag, BR)

2004
- Ludwig Metzger: „Hier Himmel“ – Aglaja Veteranyi, (Autorenporträt, WDR/Schweizer Fernsehen/ARTE)
- Julia Benkert: Fitzgerald Kusz: „Wouhii“ (Magazinbeitrag, BR)

2003
- Hanns Zischler: Kafka geht ins Kino,  (Autorenporträt, WDR/ARTE)
- Armin Kratzert: Peter Waterhouse (Magazinbeitrag, BR)
- Thomas Rautenberg: Sergio Pitol: „Eheleben“, (Magazinbeitrag, SWR)

2002
- Frank Hertweck und Susanne Bienwald: Hans Erich Nossack: Innenleben eines Außenseiters, (Autorenporträt, SWR)
- Thomas Palzer: Karl Ignaz Hennetmair: „Ein Jahr mit Thomas Bernhard“, (Magazinbeitrag, SWR)
- Ehrende Anerkennungen: Frauke Sandig: Das Fremde und ich – Die Schriftstellerin Barbara Honigmann, (Deutsche Welle) und Nicolas Humbert und Werner Penzel: Robert Lax, Poetquot; (BR/ARTE)

2001
- Peter Goedel: Verbrechen in Florenz – Die Schriftstellerin Magdalen Nabb, (Autorenporträt, BR)
- Claudia Kucza: Elke Schmitter: „Frau Sartoris“ (Magazinbeitrag, NDR)
- Ehrende Anerkennungen: Frank Hertweck: Martin Heidegger (3sat) und Ulrich Harbecke: Stille Rebellen – Bürgermut gegen Naziterror. Ein Treffen in Berlin, (WR)

2000
- Ralf Zöller: Der diskrete Charme des Hans Magnus Enzensberger, (Autorenporträt, ARTE/WDR/SWR)
- Susanne Brand: Bianca Döring: „Hallo Mr. Zebra“, (Magazinbeitrag, NDR)
- Ehrende Anerkennung: Brigitte Kleine für: Michel Houellebecq „Ausweitung der Kampfzone“ (3sat) und Ullrich Kasten:  „Ich liebe, mein Gott, ich liebe“ – Das kurze Leben der Brigitte Reimann (SFB/ORB)

1999
- Andreas Christoph Schmidt: Brecht und Moskau (SFB)
- Frank Hertweck: 100 sec Weltliteratur (fünfteilige Magazinreihe, SWR)
- Ehrende Anerkennung: Susanne Brand
- Lobende Erwähnung: Joachim Lang (Südwestfunk ⁄ ARTE) und

Elisabeth Weyer (HR)
1998
- Martina Zöllner:  Der Ich-Erzähler Martin Walser 70, (Autorenportrait, SDR/WDR)
- Eva Severini:  Andrew Crumey: „Die Geliebte des Kartographen“ (Magazinbeitrag, BR)
- Ehrende Anerkennung: Frank Hertweck: Hommes de Lettres: George Steiner, (Magazinbeitrag, ZDF/3sat)

1997
- Ginka Tscholakowa:  Edgar Hilsenrath – „Das Gesicht des Fremden trägt meine Züge“. (Autorenporträt)
- Ulrike Kahle:  Barbara Gowdy „Mr. Sandman“ (Magazinbeitrag, NDR)

1996
- Thomas Schmitt (Regie), Hubert Winkels (Drehbuch): „Jetzt zieht Leutnant Jünger seinen Mantel aus“ - Ernst Jünger wird 100, (Autorenporträt, WDR)
- Paul Kersten: Peter Rühmkorf - „Tabu I Tagebücher“ 1989–1991, (Magazinbeitrag, NDR)
- Ehrende Anerkennung: Franz Xaver Karl: Bertolt Brecht (Magazinbeitrag, BR)

1995
- Andreas Christoph Schmidt: Im Schatten Pasternaks, Peredelkino, ein Ort mit Schriftstellern
- Christoph Bungartz:  Ernst Jünger zum 99, (Magazinbeitrag, NDR) Maja Ulbrich: Vor 45 Jahren: Thomas Mann besucht Deutschland. (Magazinbeitrag)
- Ehrende Anerkennung: Hans–Dieter Grabe: Er nannte sich Hohenstein – Aus dem Tagebuch eines deutschen Amtskomissars im besetzten Polen 1940–1941

1994
- Werner Zeindler:  Allein unter Leuten. Der Erzähler Peter Bichsel, (Autorenportrait)
- Thomas Palzer: Wittgenstein, (Magazinbeitrag)
- Ehrende Anerkennung: Volker Bohn: Deutsche Literatur seit 1945 – Nachrichten von Büchern und Menschen

1993
- Susanne Freund: Kobalek oder das Sichtbare und das Verborgene(Dokumentation)

Andreas Ammer: Norbert E. Kaser(Magazinbeitrag)
- Ehrende Anerkennung: Thomas Rautenberg: Wo ist Lichtenberg? Notizen eines Liebhabers, (Autorenportrait) und

Martin Hielscher ⁄ Paul Kersten:„Jakob Littners Aufzeichnungen aus einem Erdloch“ von Wolfgang Koeppen
1992
- Brita Steinwendtner: „Schreiben ist sterben lernen“ über die österreichische Dichterin Ilse Aichinger (Autorenportrait)
- Martin Weinhart: Luis Bunuel. Die Flecken der Giraffe.
- Ehrende Anerkennung: Andreas Ammer: Lesen. Nachdenken über öffentliche Büchereien im Fernsehzeitalter (Magazinbeitrag) und Ernst Jürgens: Poesie – Videos,(Magazinbeitrag)

1991
- Carmen Tartarotti: „1 Häufchen Blume 1 Häufchen Schuh“ - über die Schriftstellerin Friederike Mayröcker
- Dagmar Brendecke: Raymond Federmann.
- Ehrende Anerkennung: Gert Conradt: Experiment Deutsch: Jürgen Becker: „Junger Mann.“